# Entreprise municipale des transports de Madrid
Pour l’article homonyme, voir EMT.
L'Entreprise municipale des transports de Madrid (Empresa Municipal de Transportes de Madrid ou EMT en espagnol) est l'entreprise gérant du transport public de voyageurs de la ville de Madrid en Espagne. Elle appartient entièrement au Conseil municipal de Madrid.

## Historique
Elle a été créée le 12 novembre 1947, la dissolution de l' Empresa Mixta de Transportes . À l'origine une société privée municipale, elle est devenue en 1971 une société anonyme . L’entreprise a assuré le service de trolleybus jusqu'à sa disparition en 1966 et de tramways jusqu'en 1972.

## Fonctionnement
Depuis la création du Consortium régional des transports de Madrid en 1985, qui est l'autorité responsable de l'ensemble des transports de la ville, l'EMT fonctionne sous l’autorité de celui-ci.

## Une entreprise multi-services

### Autobus de Madrid
L’entreprise exploite l’ensemble des véhicules du réseau urbain de Madrid au travers d'une flotte de plus de 2 000 autobus pour 215 lignes s'étendant sur 3 500 kilomètres.
L'EMT comprend un système d’open data pour la "smart city", la vidéosurveillance et une connexion WiFi gratuite aux arrêts de bus les plus importants et dans toute la flotte de bus.
L’Entreprise essaie de réduire le volume des gaz polluants émis par ses véhicules grâce à l'utilisation d'énergies alternatives telles que le gaz naturel comprimé, le biodiesel, l'énergie électrique, l'hydrogène, le bioéthanol et renouvellement intensif de la flotte avec des autobus diesel conventionnels aux exigences environnementales strictes.

### Téléphérique de Madrid
Depuis 2018, l'entreprise assure l'exploitation et la maintenance du téléphérique reliant Argüelles à la Casa de Campo

### BiciMad
L’entreprise assure depuis 2016 la gestion du service de vélos en libre-service auparavant géré par Bonopark SL

### Parkings EMT
EMT Parkings est responsable de la gestion des différentes formes de stationnement qui existent dans la commune. Entre autres, il y a la gestion des parkings publics, des parkings résidents (y compris les abonnements longue durée), BiciPARK et park and ride (stationnement gratuit avec l'utilisation de tout ticket de transport public collectif, pour une durée d'au moins 5 heures ou plus de 16 heures). Pendant le mandat de Almeida, l'EMT a continué à reprendre les parkings publics non rentables et déficitaires, tandis que certains des plus rentables, comme le parking Carmen, seront privatisés, les bénéfices allant à une société concessionnaire plutôt qu'à l'EMT elle-même. Au contraire, cours du précédent mandat de Manuela Carmena, plusieurs parkings ont été re-municipalisés, ce qui a apporté des revenus supplémentaires aux caisses publiques, par exemple le parking de la Plaza de España a été loué 1 million d'euros contrairement aux 20 000 euros que le concessionnaire payait auparavant

### Autres services et activités
Travaux liés au contrôle du stationnement dans la ville de Madrid, contribuant à une plus grande rationalisation du stationnement dans la ville, par le biais de son service d'appui au contrôle du stationnement (SACE).
Commercialisation de la publicité affichée sur ses véhicules.
D'autres activités liées à son objet social, notamment la préservation, la restauration et la conservation de vieux bus ayant servi à l'EMT dans le passé.

### Galerie

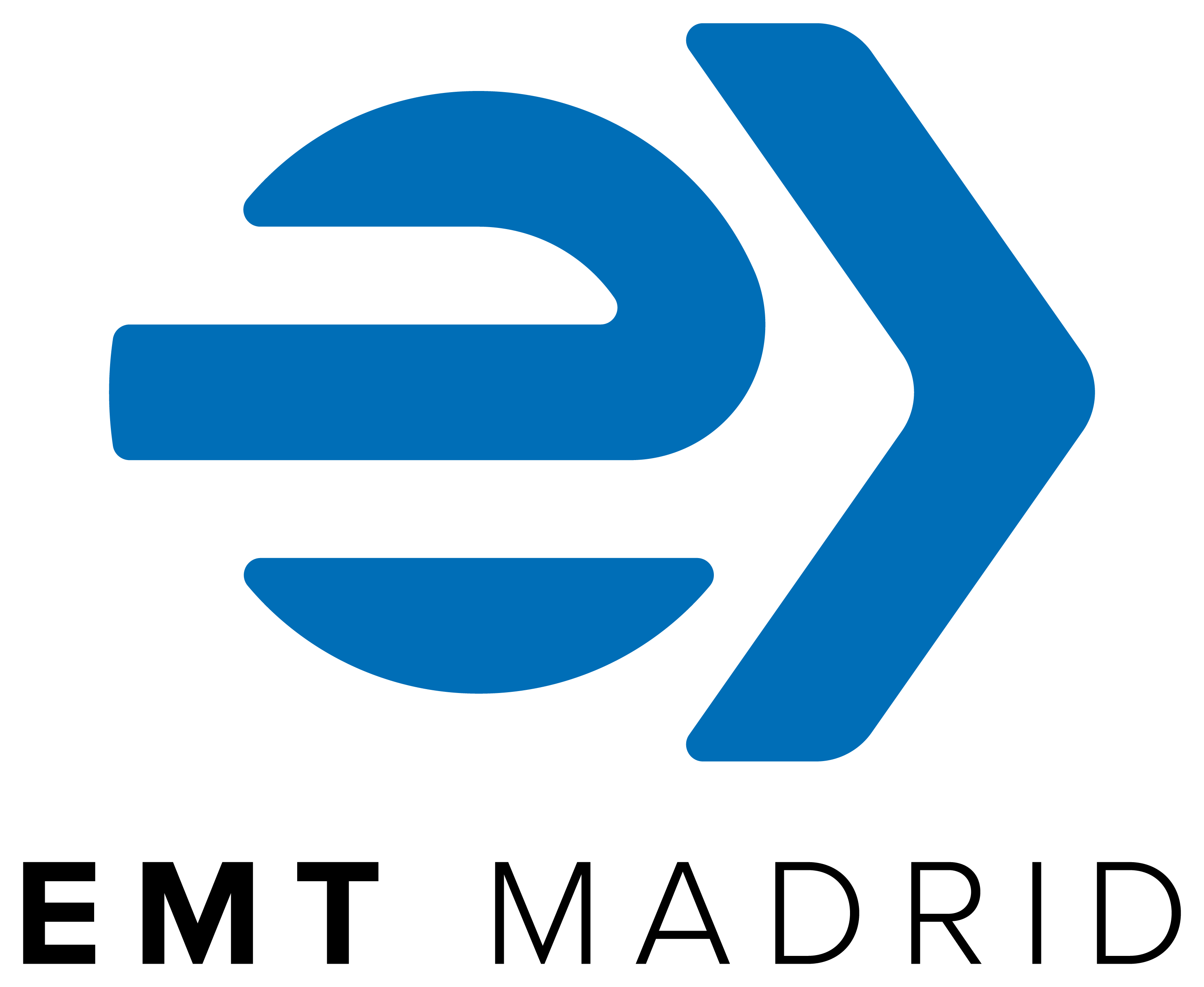
Logo de l'EMT
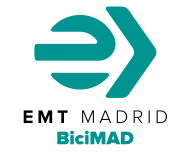
Logo des BiciMad
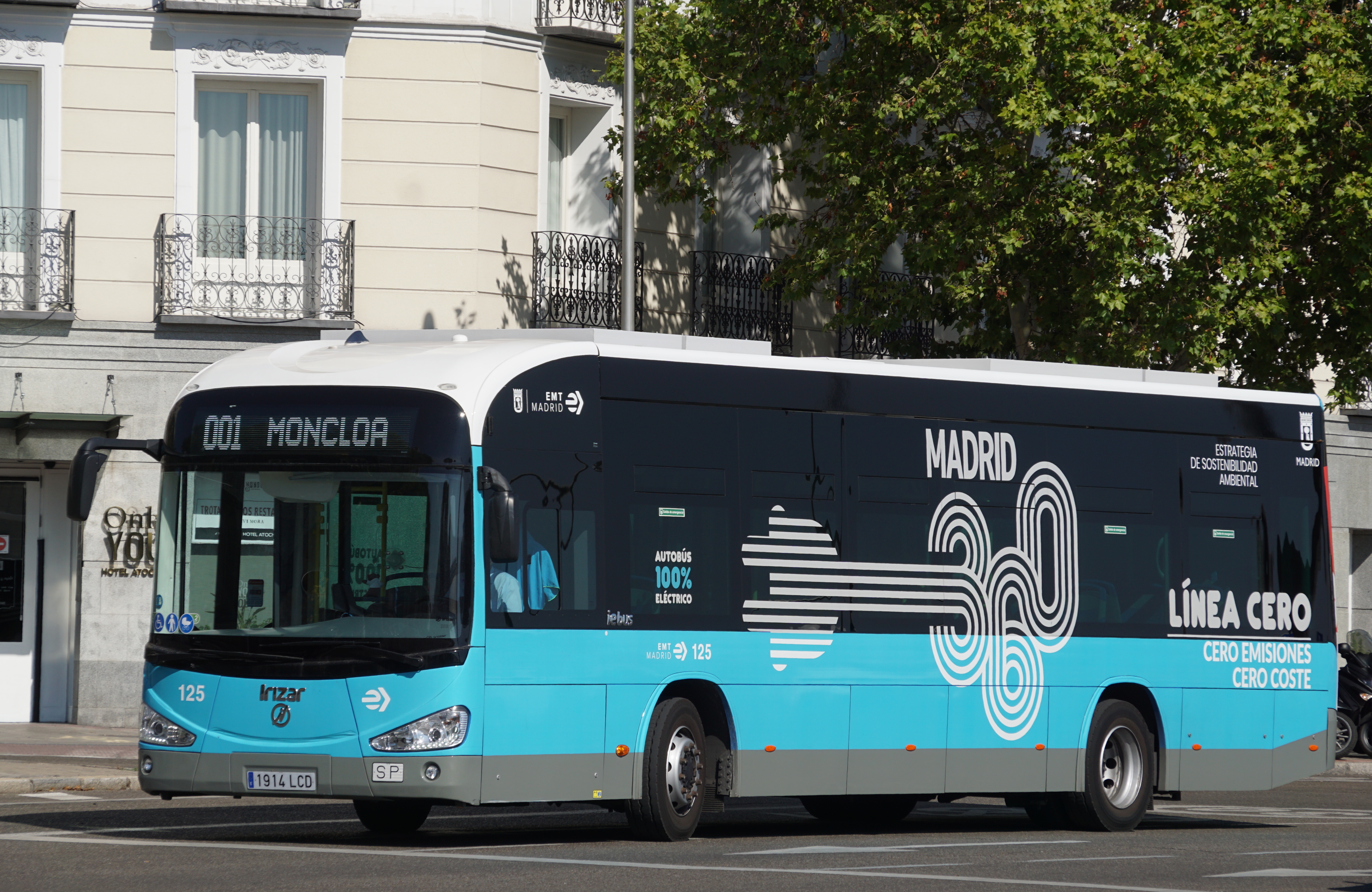
Irizar ie bus 12 des EMT
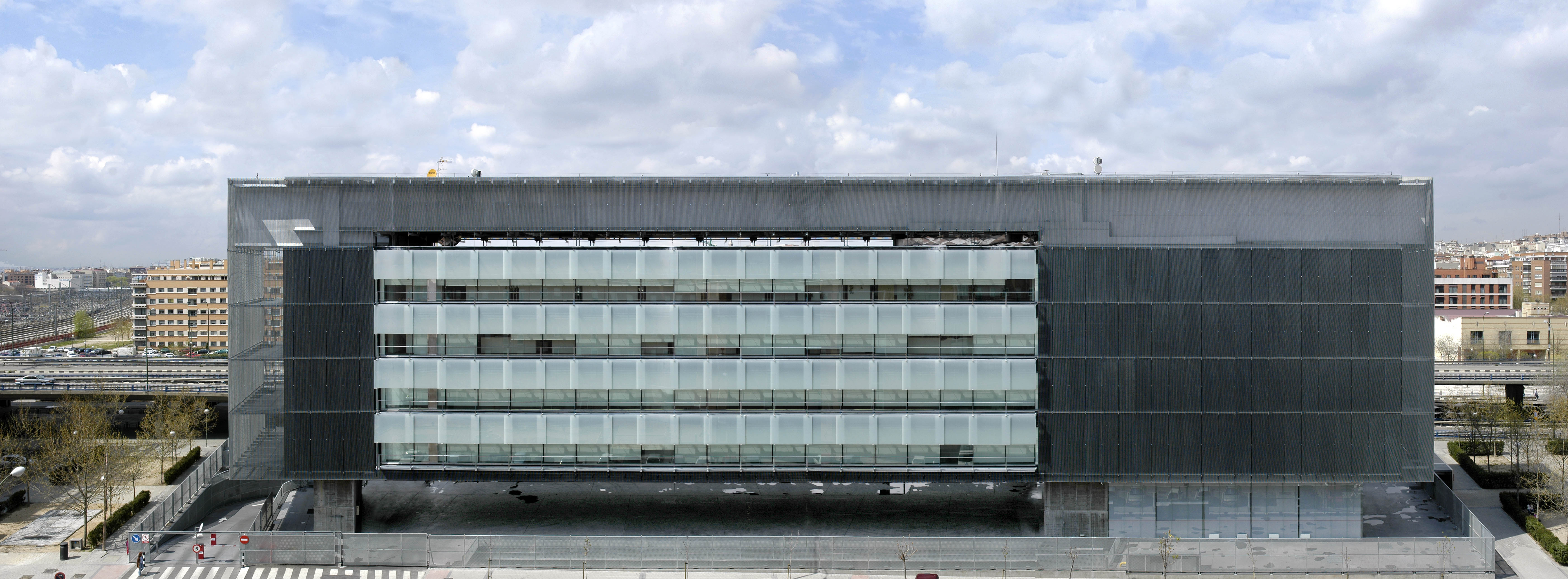
Siège de l'EMT Madrid
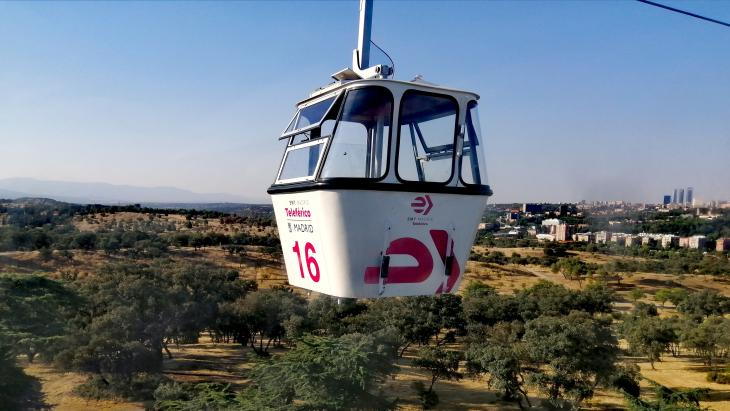
Cabine du téléphérique proche de la station Casa de Campo
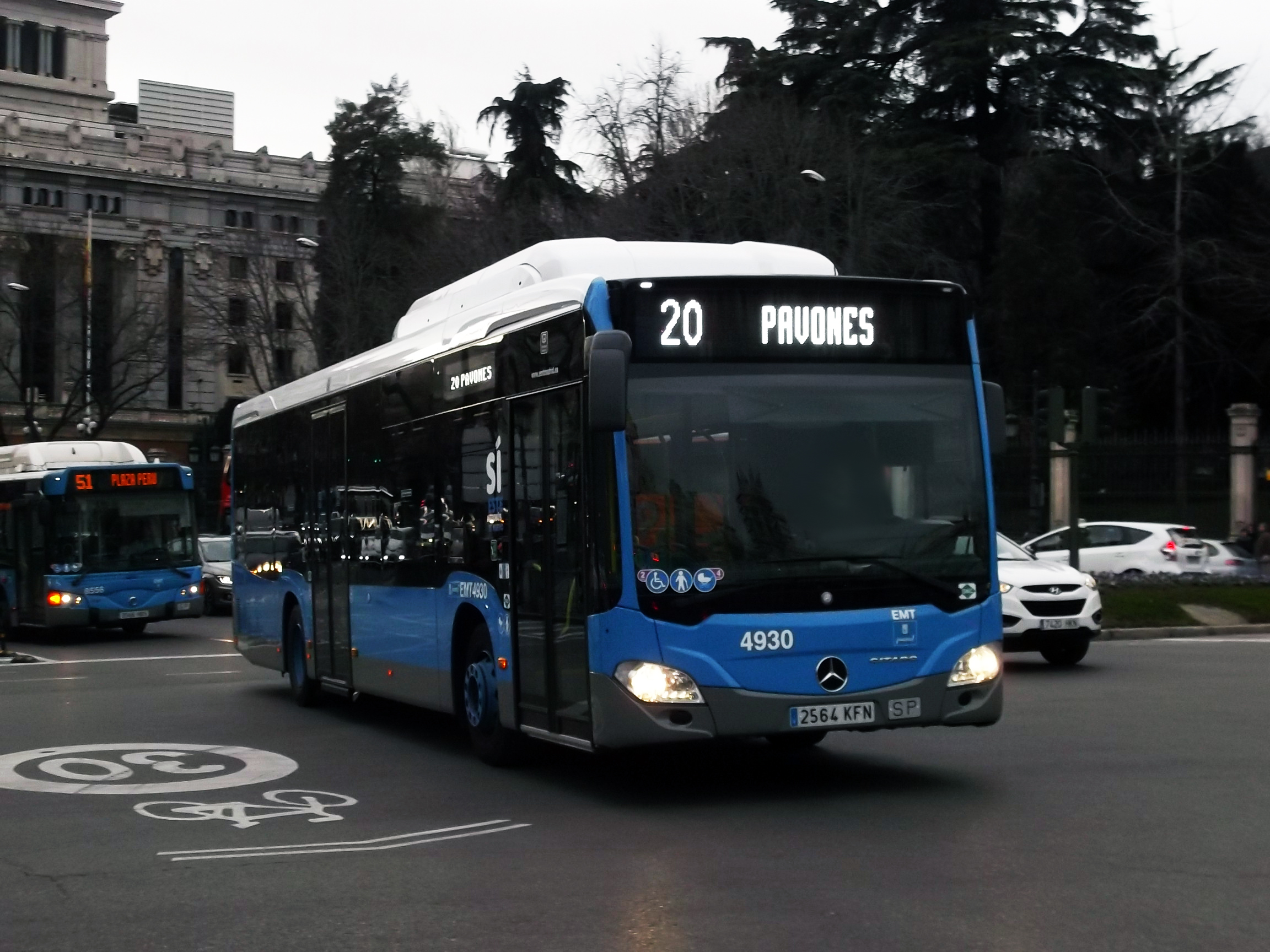
Mercedes-Benz Citaro C2 NGT